# Guy Fawkes River
Der Guy Fawkes River ist ein Fluss im Nordosten des australischen Bundesstaates New South Wales. Der Fluss fließt durch den gleichnamigen Nationalpark von Süden nach Norden entlang der Demon Fault Line.

## Name
Der Fluss ist nach dem englischen Offizier Guy Fawkes benannt. Mit der Expedition von John Oxley besuchten die ersten Europäer den Fluss und zelteten offenbar am Guy Fawkes Day (5. November) 1821 an seinen Ufern.

## Geographie
Der Fluss entspringt an den Südhängen des Majors Point in der Snowy Range, einer östlichen Kette der Great Dividing Range, rund acht Kilometer östlich der Kleinstadt Ebor am Waterfall Way (Verbindungsstraße Armidale–Coffs Harbour). Einige Nebenflüsse des Guy Fawkes River entspringen an den Hängen des Round Mountain, des höchsten Berges im nördlichen Tafelland von New South Wales. Der Fluss ergießt sich dann über die Ebor Falls in ein tiefes Tal, das nach Norden durch den Nationalpark führt. Er ist einer der Quellflüsse des Boyd River, zu dem er sich zusammen mit dem Sara River im Zentrum des Nationalparks vereinigt.

### Nebenflüsse mit Mündungshöhen
Folgende Nebenflüsse sind bekannt:
- Doughboy Creek – 553 m
- Pantons Creek – 457 m
- Marengo Creek – 398 m
- Aberfoyle River – 374 m

## Vegetation
Die größte Grevilleenart, die Southern Silky Oak (Grevillea robusta), wächst im Gebiet um den Guy Fawkes River, das die Südgrenze des natürlichen Verbreitungsgebietes darstellt. Sie hat attraktive, gelborange Blüten und erreicht Wuchshöhen bis zu 35 m und Durchmesser über einen Meter.

## Wanderwege
Der Bicentennial National Trail (angelegt zur 200-Jahr-Feier von Australien) läuft auf einem Viehtriebweg am Westufer entlang.